# Jamal al-din Asadabadi
Jamal al-din Asadabadi, även Jamal al-din al-Afghani (persiska: سید جمال الدینن اسدآبادی, pashto: سيد جمال الدين افغاني), född 1838 eller 1839 i hamedan(Iran), död 9 mars 1897 i Istanbul, var en inflytelserik panislamist

## Biografi
Som framgår av hans tilltalsnamn (al-Afghani) uppgav Asadabadi att han hade afghansk härkomst men hans verkliga etniska och religiösa bakgrund har varit föremål för diskussion bland historiker. Enligt den amerikanska historikern Nikki R. Keddie var han född och uppväxt i en shiitisk familj i Asadabad utanför staden Hamadan i västra Iran. Hon och flera med henne menar att han uppgav sig vara afghan för att kunna locka sunnitiska anhängare till panislamismen och undgå förföljelse från den iranske monarken Naser od-Din Shah. En av hans anhängare, Mirza Reza Kermani, dödade Naser od-Din Shah 1896.
Asadabadi fick sin tidiga utbildning i sin hemstad och utbildade sig sedan vidare i Qazvin och huvudstaden Teheran. Sin högre utbildning fick han i de shiitiska heliga städerna i Irak som var en del av Osmanska riket.  Han avled i Istanbul 1897 och är i dag begravd i Kabul.

## Ideologi
Asadabadi krävde inre reformer för att försvara islam från väst. Han brukar räknas som en av grundarna till islamisk modernism, vid sidan av Rashid Rida och Muhammed Abduh, en rörelse ur vilken både liberal islam och islamism utvecklades. Han var verksam som talare, journalist, politiker samt lärare i ett flertal länder, däribland Iran, Osmanska riket (nuvarande Irak), Egypten, Emiratet Afghanistan och Frankrike. Genom att återkräva islams landvinningar och åter tillägna sig förnuftet och vetenskapen, ej ignorera eller förkasta väst, kunde muslimer driva tillbaka västs inflytande över den muslimska världen. Asadabadi förkastade den folkliga sufismen för att vara passiv och individualiserad precis som den västerländska tendensen att förpassa det religiösa livet till en privat sfär. Han förespråkade aktivism, och uppmanade muslimer att inse att islam är förnuftets och vetenskapens religion, med förmåga att reagera på modernitetens krav. Asadabadi är känd för polemik med den franska forskaren, filosofen och orientalisten Ernest Renan.

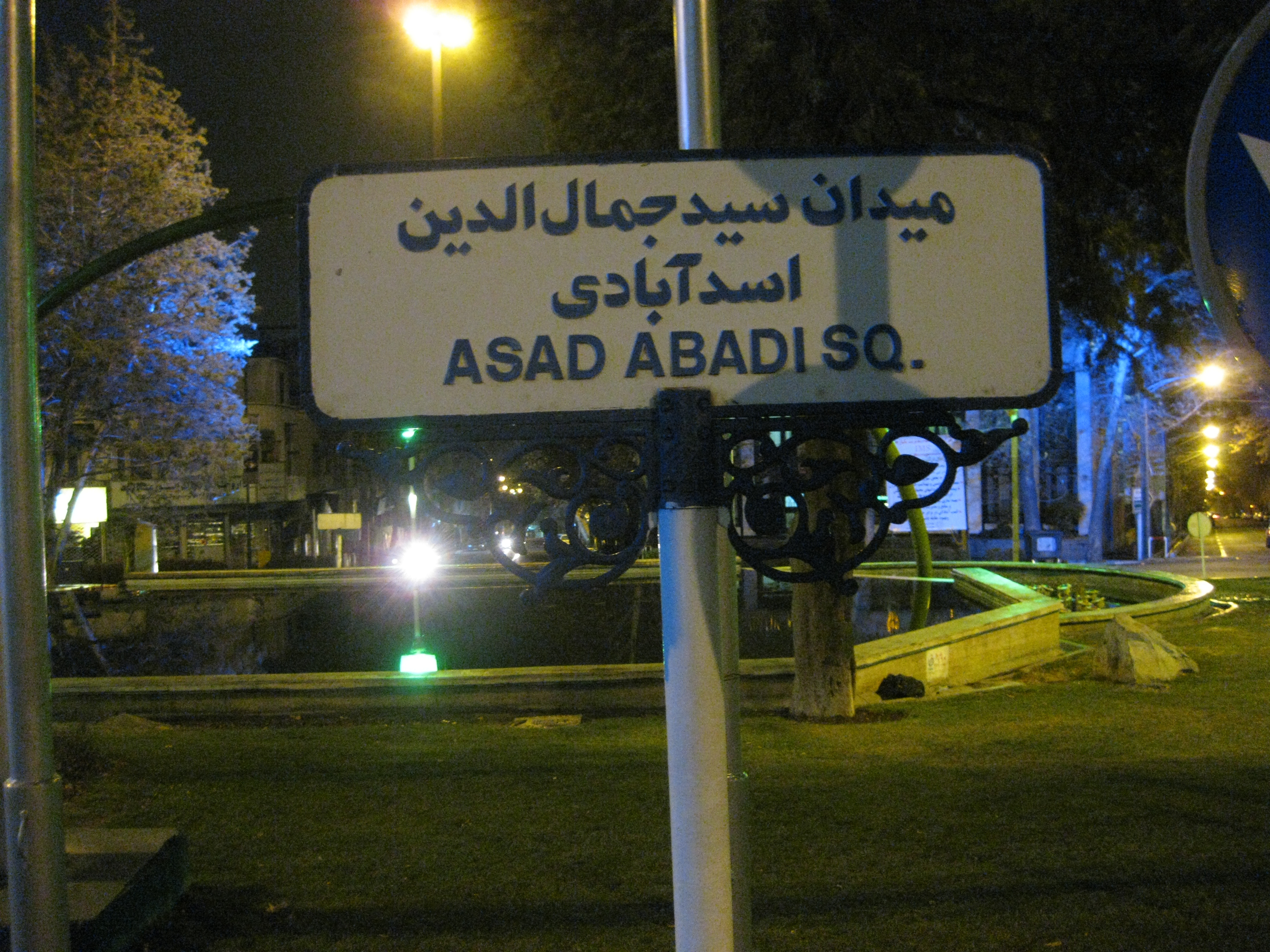
Asadabaditorget i Teheran, Iran

## Eftermäle
I stadsdelen Yusefabad den iranska huvudstaden Teheran finns ett torg och en aveny uppkallad efter Jamal al-din Asadabadi. Det finns flera skolor och universitet i Iran och Afghanistan som är uppkallade efter honom.